# Sacrament of Wilderness
Sacrament of Wilderness – drugi split singel grupy Nightwish. Na wydawnictwie ponadto znalazły się nagrania grup Darkwoods My Betrothed i Eternal Tears of Sorrow. 

## Opis albumu
Sacrament of Wilderness to singel poprzedzający, drugi album grupy (Oceanborn), który wspiął się na szczyt oficjalnej singlowej listy przebojów w Finlandii.

## Lista utworów
1. Nightwish – "Sacrament of Wilderness"
2. Darkwoods My Betrothed – "The Crow and the Warrior"
3. Eternal Tears of Sorrow – "Burning Flames Embrace"